# 존 캔턴

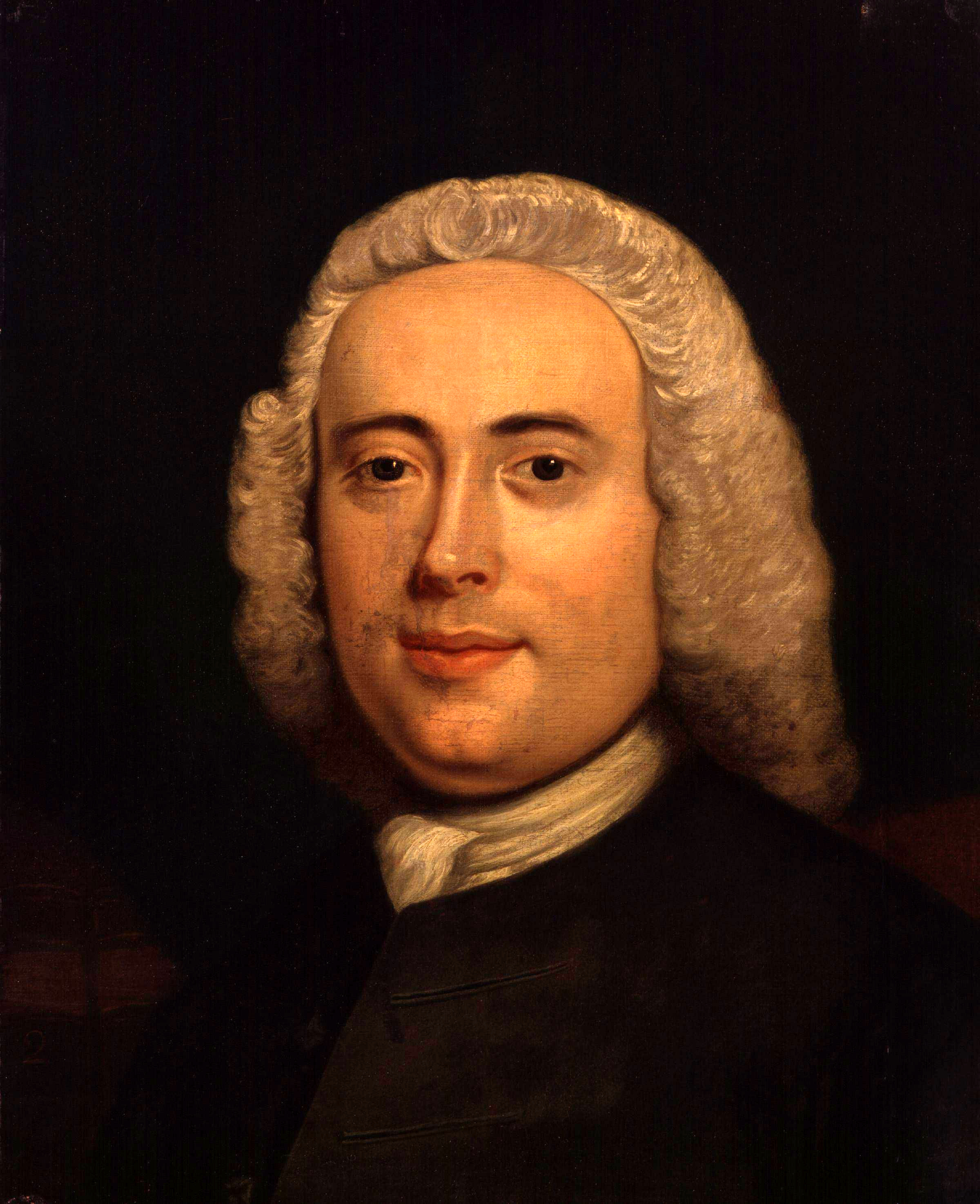
존 캔턴

존 캔턴(영어: John Canton, FRS, 1718년 7월 31일~1772년 3월 22일)은 영국의 자연철학자이다.

## 생애
캔턴은 1718년 7월 31일 글로스터셔의 스트라우드에서 태어났다. 19세 때 그는 런던의 스피탈 스퀘어에 위치한 학교에서 사무원으로 일하기 시작하여 나중에는 교사가 되었다. 1750년에는 왕립 학회에 인공 자석을 만드는 방법에 대한 논문을 제출하였는데, 이로 인해서 그는 학회로부터 코플리 메달을 수여하게 되었다. 그는 벤자민 프랭클린의 전기에 대한 가설을 검증하는데도 참여하였으며, 이 외에도 수많은 전기 관련 연구들을 수행하였다. 1762년과 1764년 하트리는 당시 많은 사람들이 믿고 있던, 물은 압축될 수 없다는 피렌체 학회의 가설을 반박하는 실험을 수행하였다. 1768년에는 굴 껍질을 황으로 처리하여 인광을 내는 방법을 개발하였다. 그는 런던에서 1772년 3월 22일 사망하였다.
 본 문서에는 현재 퍼블릭 도메인에 속한 브리태니커 백과사전 제11판의 내용을 기초로 작성된 내용이 포함되어 있습니다.